# 1,2-Dibromoéthane
Le 1,2-dibromoéthane ou sym-dibromoéthane est un composé organique de formule semi-développée BrCH2CH2Br. Ce liquide incolore avec une odeur sucrée, détectable dès 10 ppm, est hautement toxique. Il est utilisé comme additif de carburant au plomb, et largement utilisé comme fumigant, parfois controversé. Bien qu'il apparaisse naturellement sous forme de traces au dessus des océans où il est probablement formé par des algues et le kelp, il est principalement produit synthétiquement par l'Industrie.

## Préparation
Le 1,2-dibromoéthane est produit par la réaction de l'éthène avec le dibrome, dans une réaction d'addition d'halogène (en) classique :
CH2=CH2  +  Br2  →  BrCH2CH2Br

## Utilisation
L'utilisation autrefois dominante du 1,2-dibromoéthane (disparue dès 2010[réf. nécessaire]), était comme additif dans l'essence au plomb. Celui-ci réagit avec les résidus de composés du plomb pour générer des bromures de plomb volatils. Il a aussi été utilisé comme pesticide dans les sols et sur différentes cultures après que le 1,2-dibromo-3-chloropropane (DBCP) a été interdit. Mais en raison de sa toxicité, la plupart de ses utilisations sont, en 2010, quasiment arrêtées.
Il continue cependant à être très utilisé pour la fumigation des grumes contre les termites et coléoptères, pour le contrôle des papillons hétérocères dans les ruches et comme réactif chimique dans la préparation de teintures et de cires.
Le 1,2-dibromoéthane est utilisé en synthèse organique comme une source de brome, par exemple pour bromer des carbanions et pour activer le magnésium pour la synthèse de certains réactifs de Grignard. Dans ce dernier cas, le 1,2-dibromoéthane est converti en éthène et bromure de magnésium dégageant ainsi une partie fraîchement décapée de magnésium qui est mieux à même de réagir avec le substrat.

## Quantités utilisées
Au canada, selon une enquête réalisée au début du XXIe siècle, on en a utilisé une quantité estimée entre 10 et 100 tonnes durant l'année civile 2000.

## Ecotoxicologie
En 1978, une équipe de chercheur constate que quand ce produit est absorbé par la plante, le métabolisme du végétal transforme le 1,2-dibromoethane en produit encore plus toxique en termes de mutagénicité.

## Toxicologie
Les effets sur les êtres humains de la respiration de 1,2-dibromoéthane à des niveaux élevés ne sont pas connus, mais des études sur l'animal ont montré que l'exposition à court terme et à des niveaux élevés causent lipothymie et dépression, indiquant des effets sur le cerveau.
Bien que très peu soit connu sur les effets de la respiration de 1,2-dibromoéthane sur le long terme, il semble que certains travailleurs exposés ressentent des effets sur leur reproduction incluant une dégradation de la qualité de leur sperme (délétion de la spermatogenèse).
Chez le rat, la mort intervient par respiration de niveaux élevés sur de courtes périodes. Des niveaux plus faibles causent des dommages sur leur foie et leurs reins. Lorsque des rats respirent de l'air ou mangent de la nourriture contenant du 1,2-dibromoéthane sur de courtes ou de longues périodes, ils sont moins fertiles et leur sperme présente des anomalies.
Rougeurs et inflammations, y compris la formation de phlyctènes (cloques) sur la peau et d'ulcères dans la bouche et l'estomac, peuvent se produire si de grandes quantités sont ingérées. Une ingestion accidentelle a ainsi causé la mort d'une femme de Molokai, à Hawaii. Il est très improbable qu'il y ait un risque direct de mort pour les personnes exposées à de faibles niveaux.
Des changements dans le cerveau et dans le comportement ont été aussi observés chez de jeunes rats dont les parents avaient respiré du 1,2-dibromoéthane et des maladies congénitales ont été relevées chez des jeunes dont les mères avaient été exposées pendant leur grossesse.
À la suite des preuves recueillies en laboratoire chez des souris et rats exposés à ce produit par inhalation ou ingestion, le 1,2-dibromoéthane est maintenant un cancérigène connu, classé en haut des substances cancérogènes de l'index HERP.